# Happy★Paradise
『ネッツトヨタ山口 Happy★Paradise』は、毎週土曜 12:00 - 13:00に山口放送（KRY）ラジオで放送されている番組である。

## 概要
- 2011年3月まで放送していた、「もっとパラダイス」の後継番組。スポンサーは「もっとパラダイス」から引き続き、自動車販売店のネッツトヨタ西京→ネッツトヨタ山口の1社提供。なお番組開始時にスポンサーであったネッツトヨタ西京は、2013年4月にネッツトヨタ山口と合併し、スポンサーもネッツトヨタ山口に変更されたが、番組タイトルは2017年3月までは「ネッツ西京Happy★Paradise｣のままであった。
- 前身の「もっとパラダイス」は音楽番組であったが、当番組はゲストを迎えるトーク主体の番組となっている。
- 2021年4月にリニューアルされ、カフェ『Happy★Paradise』店内での店長やバリスタ及びゲストとの会話をリスナーが聞き耳を立てる、という設定になった。

## 出演者
- 原田かおり（2022年7月 - 現在、2号店店長）
- 河野康子（2022年3月 - 現在、常連客）

以前の出演者
- 庄野数馬（2011年4月2日 - 2015年3月28日）
- 小野口奈々（2015年4月 - 2015年8月）
- 長井紀幸（2015年9月 - 2017年10月）
- 高松綾香（2017年11月 - 2019年3月）
- 力石舜久（2019年4月6日 - 2020年2月）[1]
- 藤澤達弥（2020年3月 - 2022年6月、2021年4月以降はバリスタ、2022年3月以降は2代目店長）[2]
- 脇田美代（2011年4月2日 - 2011年12月）
- 青木京子（2012年1月 - 2021年3月）[3]
- 深澤朝香（2021年4月 - 2022年2月、初代店長）